# Criollas de Caguas 2014
Questa voce raccoglie le informazioni riguardanti le Criollas de Caguas nella stagione 2014.

## Stagione
La stagione 2014 vede Juan Carlos Nuñez alla guida delle Criollas de Caguas. La squadra, rivoluzionata rispetto alla stagione precedente, vede le partenze delle tre straniere Tabitha Love, Rachael Kidder ed Erin Moore, oltre alle cessioni di Karla Colón, Michelle Nogueras, ingaggiata in Francia, ed Odemaris Díaz; in entrata si segnalano su tutti gli ingaggi di Jennifer Quesada e Vilmarie Mojica, oltre a quello della statunitense Falyn Fonoimoana ed il ritorno di Stephanie Enright.
La stagione delle Criollas si apre il 26 gennaio 2014 con un successo in quattro set sulle Orientales de Humacao. Dopo la vittoria nell'incontro successivo contro le Gigantes de Carolina, nella terza partita di regular season arriva la prima sconfitta stagionale, in casa delle Leonas de Ponce. Nel mese di febbraio la squadra viene ulteriormente rinforzata con l'ingaggio di Bianca Rivera, ma dopo i successi sulle Lancheras de Cataño e le Valencianas de Juncos, le Criollas vanno in crisi, rimediando tre sconfitte consecutive. Dopo aver macinato una serie di cinque risultato utili consecutivi, cadono nuovamente in casa per mano delle Orientales de Humacao, per poi concludere la regular season con sei vittorie nelle ultime sette partite, sconfitte dalle sole Leonas de Ponce.
Le Criollas terminano quindi la stagione regolare in seconda posizione con 45, uno in meno proprio rispetto alle Leonas de Ponce, accedendo come testa di serie numero 2 ai play-off. Ai quarti di finale sfidano nel Girone B le Indias de Mayagüez e le Orientales de Humacao, vincendo tre incontri sui quattro complessivi ed andando alle semifinale come prime classificate; per i play-off il club si rinforza prima con l'ingaggio della nazionale statunitense Destinee Hooker, sostituita dopo appena qualche incontro dalla nazionale portoricana Karina Ocasio, rientrante in patria dopo gli impegni col suo club in Corea del Sud. Nelle semifinali le Criollas regolano in sole quattro gare le Gigantes de Carolina, testa di serie numero 3, accedendo per la ventiduesima volta alle finali scudetto. Poste nuovamente di fronte alle Leonas de Ponce, le Criollas iniziano bene la serie, espugnando il campo delle rivali, per poi subire la medesima sorte in gara 2; nell'incontro successivo è di nuovo la franchigia di Caguas ad avere la meglio e portarsi in vantaggio nella serie, poi allungare nel quarto incontri, centrando la prima vittoria interna; dopo aver allungato a gara 6 la finale, vincendo con un perentorio 3-0, le Leonas subiscono nel sesto incontro il medesimo parziale, che permette alle Criollas de Caguas di vincere il nono scudetto della propria storia.
Tra le giocatrici Falyn Fonoimoana viene inserita nello All-Star Team del torneo, mentre Shara Venegas riceve il premio di MVP delle finali.

## Organigramma societario
Area direttiva
- Presidente: Francisco Ramos

Area tecnica
- Allenatore: Juan Carlos Nuñez
- Assistente allenatore: Luis Garcia, Gabriel Rodriguez
- Preparatore atletico: Patrick Chutney
- Statistico: Christian Martinez
- Fisioterapista: Victor Correa

## Rosa
| N° | Nome              | Ruolo | Data di nascita   | Nazionalità sportiva |
| -- | ----------------- | ----- | ----------------- | -------------------- |
| 1  | Jennifer Quesada  | C     | 22 febbraio 1992  | Porto Rico           |
| 2  | Shara Venegas     | L     | 18 settembre 1992 | Porto Rico           |
| 3  | Vilmarie Mojica   | P     | 13 agosto 1985    | Porto Rico           |
| 4  | Bianca Rivera     | L     | 24 ottobre 1987   | Porto Rico           |
| 6  | Stephanie Enright | S     | 15 dicembre 1990  | Porto Rico           |
| 8  | Gelymar Rodríguez | S     | 26 giugno 1992    | Porto Rico           |
| 9  | Génesis Collazo   | S/O   | 4 ottobre 1992    | Porto Rico           |
| 10 | Diana Reyes       | C     | 29 aprile 1993    | Porto Rico           |
| 11 | Karina Ocasio     | S/O   | 1º agosto 1985    | Porto Rico           |
| 12 | Ashley Vázquez    | P     | 8 gennaio 1993    | Porto Rico           |
| 13 | Falyn Fonoimoana  | S     | 13 marzo 1992     | Stati Uniti          |
| 16 | Alexandra Oquendo | C     | 3 febbraio 1984   | Porto Rico           |
| 17 | Leira Ortiz       | L     | 15 febbraio 1994  | Porto Rico           |
| 18 | Destinee Hooker   | S/O   | 7 settembre 1987  | Stati Uniti          |

## Mercato
| Acquisti | Acquisti          | Acquisti              | Acquisti   |
| R.       | Nome              | da                    | Modalità   |
| -------- | ----------------- | --------------------- | ---------- |
| C        | Jennifer Quesada  | Vaqueras de Bayamón   | prestito   |
| P        | Vilmarie Mojica   | Villa Cortese         | definitivo |
| S        | Stephanie Enright | Toray Arrows          | definitivo |
| S        | Gelymar Rodríguez | Pinkin de Corozal     | definitivo |
| P        | Ashley Vázquez    | Arkansas              | definitivo |
| S        | Falyn Fonoimoana  | Orientales de Humacao | definitivo |
| S        | Leira Ortiz       | Volleyumet            | definitivo |
| L        | Bianca Rivera     | Pinkin de Corozal     | definitivo |
| S/O      | Destinee Hooker   | Inattiva              | definitivo |
| S/O      | Karina Ocasio     | IBK Altos             | definitivo |

| Cessioni | Cessioni          | Cessioni             | Cessioni   |
| R.       | Nome              | a                    | Modalità   |
| -------- | ----------------- | -------------------- | ---------- |
| P        | Karla Colón       | Mets de Guaynabo     | definitivo |
| P        | Michelle Nogueras | Évreux               | definitivo |
| S/O      | Tabitha Love      | Budowlani Łódź       | definitivo |
| C        | Odemaris Díaz     | Gigantes de Carolina | definitivo |
| S        | Rachael Kidder    | IHF                  | definitivo |
| S        | Erin Moore        | -                    | ritirata   |
| S/O      | Destinee Hooker   | -                    | definitivo |

## Risultati

### LVSF

#### Regular season
| 1ª giornata - 26 gennaio 2014 Complejo Deportivo Emilio Huyke, Humacao    | Orientales de Humacao | 1 - 3 | Criollas de Caguas    | 17-25, 16-25, 25-20, 28-30        |
| 2ª giornata - 30 gennaio 2014 Coliseo Héctor Solá Bezares, Caguas         | Criollas de Caguas    | 3 - 0 | Gigantes de Carolina  | 25-18, 25-20, 25-16               |
| 3ª giornata - 1º febbraio 2014 Coliseo Salvador Dijols, Ponce             | Leonas de Ponce       | 3 - 1 | Criollas de Caguas    | 21-25, 25-18, 25-17, 26-24        |
| 4ª giornata - 6 febbraio 2014 Coliseo Héctor Solá Bezares, Caguas         | Criollas de Caguas    | 3 - 1 | Lancheras de Cataño   | 25-22, 25-23, 21-25, 25-23        |
| 5ª giornata - 8 febbraio 2014 Coliseo Rafael Amalbert, Juncos             | Valencianas de Juncos | 0 - 3 | Criollas de Caguas    | 19-25, 20-25, 17-25               |
| 6ª giornata - 14 febbraio 2014 Coliseo Héctor Solá Bezares, Caguas        | Criollas de Caguas    | 0 - 3 | Mets de Guaynabo      | 22-25, 18-25, 25-27               |
| 7ª giornata - 16 febbraio 2014 Palacio de Recreación y Deportes, Mayagüez | Indias de Mayagüez    | 3 - 1 | Criollas de Caguas    | 25-16, 24-26, 17-25, 18-25        |
| 8ª giornata - 20 febbraio 2014 Coliseo Guillermo Angulo, Carolina         | Gigantes de Carolina  | 3 - 1 | Criollas de Caguas    | 25-23, 21-25, 25-21, 25-23        |
| 9ª giornata - 22 febbraio 2014 Coliseo Héctor Solá Bezares, Caguas        | Criollas de Caguas    | 3 - 1 | Leonas de Ponce       | 27-25, 25-20, 22-25, 25-18        |
| 10ª giornata - 27 febbraio 2014 Coliseo Cosme Beitia Sálamo, Cataño       | Lancheras de Cataño   | 0 - 3 | Criollas de Caguas    | 19-25, 20-25, 17-25               |
| 11ª giornata - 1 marzo 2014 Coliseo Héctor Solá Bezares, Caguas           | Criollas de Caguas    | 3 - 0 | Valencianas de Juncos | 25-23, 25-18, 25-15               |
| 12ª giornata - 7 marzo 2014 Coliseo Mario Morales, Guaynabo               | Mets de Guaynabo      | 1 - 3 | Criollas de Caguas    | 23-25, 25-18, 15-25, 25-23        |
| 13ª giornata - 9 marzo 2014 Coliseo Héctor Solá Bezares, Caguas           | Criollas de Caguas    | 3 - 0 | Indias de Mayagüez    | 25-20, 25-23, 25-19               |
| 14ª giornata - 14 marzo 2014 Coliseo Héctor Solá Bezares, Caguas          | Criollas de Caguas    | 2 - 3 | Orientales de Humacao | 19-25, 25-16, 17-25, 27-29, 15-17 |
| 15ª giornata - 16 marzo 2014 Complejo Deportivo Emilio Huyke, Humacao     | Orientales de Humacao | 0 - 3 | Criollas de Caguas    | 21-25, 23-25, 20-25               |
| 16ª giornata - 20 marzo 2014 Coliseo Héctor Solá Bezares, Caguas          | Criollas de Caguas    | 3 - 2 | Gigantes de Carolina  | 25-19, 12-25, 25-21, 22-25, 15-13 |
| 17ª giornata - 22 marzo 2014 Coliseo Salvador Dijols, Ponce               | Leonas de Ponce       | 3 - 1 | Criollas de Caguas    | 19-25, 25-20, 25-20, 25-17        |
| 18ª giornata - 27 marzo 2014 Coliseo Rafael Amalbert, Juncos              | Valencianas de Juncos | 1 - 3 | Criollas de Caguas    | 21-25, 12-25, 22-25, 15-25        |
| 19ª giornata - 29 marzo 2014 Coliseo Héctor Solá Bezares, Caguas          | Criollas de Caguas    | 3 - 0 | Lancheras de Cataño   | 25-15, 25-22, 25-16               |
| 20ª giornata - 4 aprile 2014 Coliseo Héctor Solá Bezares, Caguas          | Criollas de Caguas    | 3 - 0 | Mets de Guaynabo      | 25-16, 25-18, 25-22               |
| 21ª giornata - 6 aprile 2014 Palacio de Recreación y Deportes, Mayagüez   | Indias de Mayagüez    | 0 - 3 | Criollas de Caguas    | 18-25, 23-25, 23-25               |

#### Play-off
| Quarti di finale (gara 1) - 8 aprile 2014 Complejo Deportivo Emilio Huyke, Humacao    | Orientales de Humacao | 0 - 3 | Criollas de Caguas    | 23-25, 25-27, 22-25               |
| Quarti di finale (gara 3) - 11 aprile 2014 Coliseo Héctor Solá Bezares, Caguas        | Criollas de Caguas    | 2 - 3 | Indias de Mayagüez    | 19-25, 25-17, 25-18, 23-25, 14-16 |
| Quarti di finale (gara 4) - 12 aprile 2014 Coliseo Héctor Solá Bezares, Caguas        | Criollas de Caguas    | 3 - 0 | Orientales de Humacao | 25-15, 25-15, 25-17               |
| Quarti di finale (gara 6) - 15 aprile 2014 Palacio de Recreación y Deportes, Mayagüez | Indias de Mayagüez    | 1 - 3 | Criollas de Caguas    | 25-17, 27-29, 23-25, 20-25        |
| Semifinali (gara 1) - 20 aprile 2014 Coliseo Héctor Solá Bezares, Caguas              | Criollas de Caguas    | 3 - 1 | Gigantes de Carolina  | 25-21, 25-21, 15-25, 25-18        |
| Semifinali (gara 2) - 22 aprile 2014 Coliseo Mario Morales, Guaynabo                  | Gigantes de Carolina  | 2 - 3 | Criollas de Caguas    | 25-27, 25-23, 25-18, 14-25, 9-15  |
| Semifinali (gara 3) - 24 aprile 2014 Coliseo Héctor Solá Bezares, Caguas              | Criollas de Caguas    | 3 - 1 | Gigantes de Carolina  | 25-12, 26-24, 22-25, 25-18        |
| Semifinali (gara 4) - 26 aprile 2014 Coliseo Mario Morales, Guaynabo                  | Gigantes de Carolina  | 1 - 3 | Criollas de Caguas    | 18-25, 25-21, 20-25, 20-25        |
| Finale (gara 1) - 1º maggio 2014 Coliseo Salvador Dijols, Ponce                       | Leonas de Ponce       | 1 - 3 | Criollas de Caguas    | 22-25, 14-25, 25-17, 16-25        |
| Finale (gara 2) - 4 maggio 2014 Coliseo Héctor Solá Bezares, Caguas                   | Criollas de Caguas    | 1 - 3 | Leonas de Ponce       | 25-17, 23-25, 16-25, 22-25        |
| Finale (gara 3) - 6 maggio 2014 Auditorio Juan Pachín Vicéns, Ponce                   | Leonas de Ponce       | 2 - 3 | Criollas de Caguas    | 15-25, 20-25, 25-21, 25-23, 10-15 |
| Finale (gara 4) - 8 maggio 2014 Coliseo Héctor Solá Bezares, Caguas                   | Criollas de Caguas    | 3 - 2 | Leonas de Ponce       | 25-21, 22-25, 27-25, 14-25, 15-10 |
| Finale (gara 5) - 10 maggio 2014 Auditorio Juan Pachín Vicéns, Ponce                  | Leonas de Ponce       | 3 - 0 | Criollas de Caguas    | 25-20, 25-23, 25-14               |
| Finale (gara 6) - 13 maggio 2014 Coliseo Héctor Solá Bezares, Caguas                  | Criollas de Caguas    | 3 - 0 | Leonas de Ponce       | 25-11, 25-18, 25-18               |

## Statistiche

### Statistiche di squadra
| Competizione | Punti | In casa | In casa | In casa | In trasferta | In trasferta | In trasferta | Totale | Totale | Totale |
| Competizione | Punti | G       | V       | P       | G            | V            | P            | G      | V      | P      |
| ------------ | ----- | ------- | ------- | ------- | ------------ | ------------ | ------------ | ------ | ------ | ------ |
| LVSF         | 45    | 17      | 13      | 4       | 18           | 13           | 5            | 35     | 26     | 9      |
| Totale       | -     | 17      | 13      | 4       | 18           | 13           | 5            | 35     | 26     | 9      |

G = partite giocate; V = partite vinte; P = partite perse